# Shilong Lu
Shilong Lu (chiń. 石龙路站) – stacja początkowa metra w Szanghaju, na linii 3. Zlokalizowana jest pomiędzy stacjami Longcao Lu i Shanghai Nanzhan. Została otwarta 26 grudnia 2000.